# ميت سورينسن
ميت سورينسن (بالدنماركية: Mette Sørensen)‏ هي لاعبة كرة الريشة دنماركية، ولدت في 28 مايو 1975.

## وصلات خارجية
- ميت سورينسن على موقع BWF.tournamentsoftware.com (الإنجليزية)
- ميت سورينسن على موقع BWFbadminton.com (الإنجليزية)
- ميت سورينسن على موقع اللجنة الأولمبية الدولية (الإنجليزية)
- ميت سورينسن على موقع أوليمبيديا (الإنجليزية)